# 목원동
목원동(木原洞)은 대한민국 전라남도 목포시의 행정동이다. 교통으로는 주변에 목포역이 위치하고 있다. 목포시 서남권 금융의 거점지역이다.

## 역사
- 1997년 1월 1일 북교동, 달성동, 죽교3동을 북교동으로, 남교동, 양동을 남양동으로, 죽동, 호남동, 무안동을 무안동으로 합동하였다.
- 2006년 8월 7일 남양동, 북교동, 무안동을 목원동으로 합동하였다.

## 법정동
- 남교동
- 대성동 일부
- 대안동
- 명륜동
- 무안동
- 북교동
- 상락동
- 양동 일부
- 죽동
- 죽교동 일부
- 창평동
- 측후동
- 호남동 일부

## 방송국
- 목포MBC (2023년 9월부터)